# Liste der Biografien/If
Liste der Biografien |
Portal Biografien |
Personensuche
# |
A |
B |
C |
D |
E |
F |
G |
H |
I |
J |
K |
L |
M |
N |
O |
P |
Q |
R |
S |
T |
U |
V |
W |
X |
Y |
Z |
?
 
Ia |
Ib |
Ic |
Id |
Ie |
If |
Ig |
Ih |
Ii |
Ij |
Ik |
Il |
Im |
In |
Io |
Ip |
Iq |
Ir |
Is |
It |
Iu |
Iv |
Iw |
Ix |
Iy |
Iz
Die Liste der Biografien führt alle Personen auf, die in der deutschsprachigen Wikipedia einen Artikel haben. Dieses ist eine Teilliste mit 44 Einträgen von Personen, deren Namen mit den Buchstaben „If“ beginnt.

## If

### Ifa
- Ifa, Bilel (* 1990), tunesischer Fußballspieler
- Ifan, Jacob (* 1993), britischer Schauspieler
- Ifanger, Patrik (* 1972), Schweizer Paracycler
- Ifans, Rhys (* 1967), britischer SchauspielerRhys Ifans (* 1967)

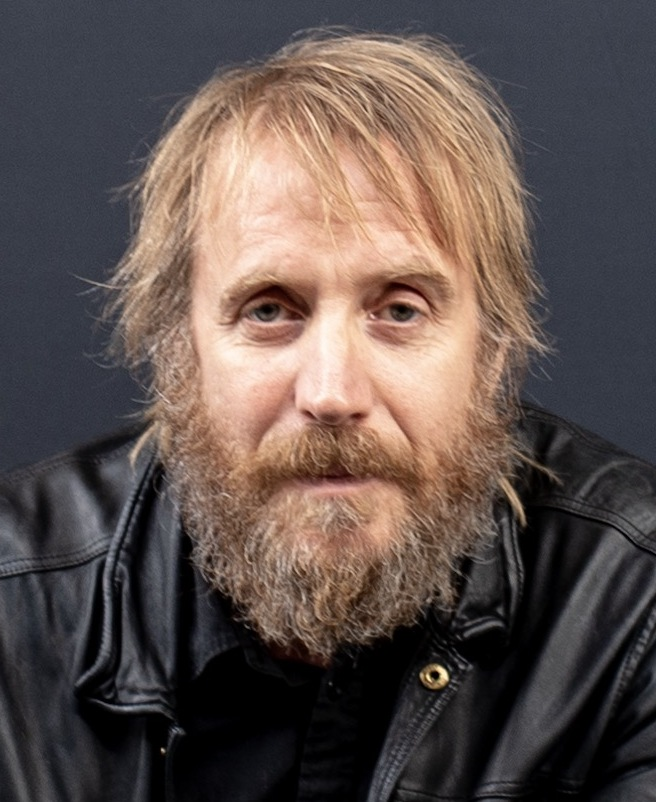
Rhys Ifans (* 1967)

### Ife
- Ife, Kris (1946–2013), britischer Sänger, Gitarrist und Songwriter
- Ifeachor, Tracy (* 1985), britische Schauspielerin
- Ifeadigo, Affam (* 1996), deutsch-nigerianischer Fußballspieler
- Ifeajuna, Emmanuel (1935–1967), nigerianischer Hochspringer und Major der Nigerianischen Streitkräfte
- Ifeanyi, Edwin (* 1972), kamerunischer Fußballspieler
- Ifedi, Germain (* 1994), US-amerikanischer American-Football-Spieler
- Ifejiagwa, Emeka (* 1977), nigerianischer Fußballspieler
- Ifenthaler, Dirk (* 1974), deutscher Erziehungswissenschaftler
- Ifert, Gérard (1929–2020), Schweizer Grafikdesigner, Fotograf, Möbeldesigner, Illustrator und Kunstlehrer

### Iff
- Iff Kolb, Susi Ruth (1932–2023), Schweizer Fotografin
- Iffarth, Martin (* 1957), deutscher Fußballspieler
- Iffert, August (1859–1930), deutscher Opernsänger (Bariton), Gesangslehrer und Musikschriftsteller
- Iffert, John (* 1967), US-amerikanischer Geistlicher, römisch-katholischer Bischof von Covington
- Iffla, Daniel (1825–1907), französischer Börsenspekulant und Mäzen
- Iffland, August Wilhelm (1759–1814), deutscher Schauspieler, Theaterdirektor und Dramatiker
- Iffland, Christian Philipp (1750–1835), Bürgermeister von Hannover
- Iffland, Ernst (1820–1904), deutscher Politiker, Kabinettschef im Land Schaumburg-Lippe
- Iffland, Franz (1862–1933), deutscher Bildhauer und Maler
- Iffland, Friedrich (1871–1944), deutscher Politiker (SPD), MdL
- Iffland, Joachim R. (* 1957), deutscher Schauspieler
- Iffland, Rudolf Gottfried Christian (1788–1857), preußischer Generalmajor
- Iffland, Walter (1856–1899), deutscher Verwaltungsbeamter
- Iffland, Wilhelm (1821–1890), deutscher Jurist und Mitglied des Kurhessischen Kommunallandtags
- Iffländer, Karl (1912–1983), deutscher FDGB-Funktionär

### Ifi
- Ifield, Frank (1937–2024), britischer Popsänger
- Ifill, Gwen (1955–2016), US-amerikanische Journalistin, Nachrichtensprecherin und Autorin
- Ifill, Kerryann (* 1973), barbadische Politikerin
- Ifill, Paul (* 1979), barbadischer Fußballspieler
- Ifill, Sherrilyn (* 1962), US-amerikanische Juristin, Anwältin und ehemalige Hochschullehrerin

### Ifk
- Ifkovits Horner, Anna, Schweizer Diplomatin

### Ifl
- Ifland, Robert (1850–1915), deutscher Kaufmann und Politiker

### Ifo
- Ifor Bach, Häuptling von Senghenydd (Südwales)

### Ifr
- Ifrah, René (* 1972), deutsch-amerikanischer SchauspielerRené Ifrah (* 1972)

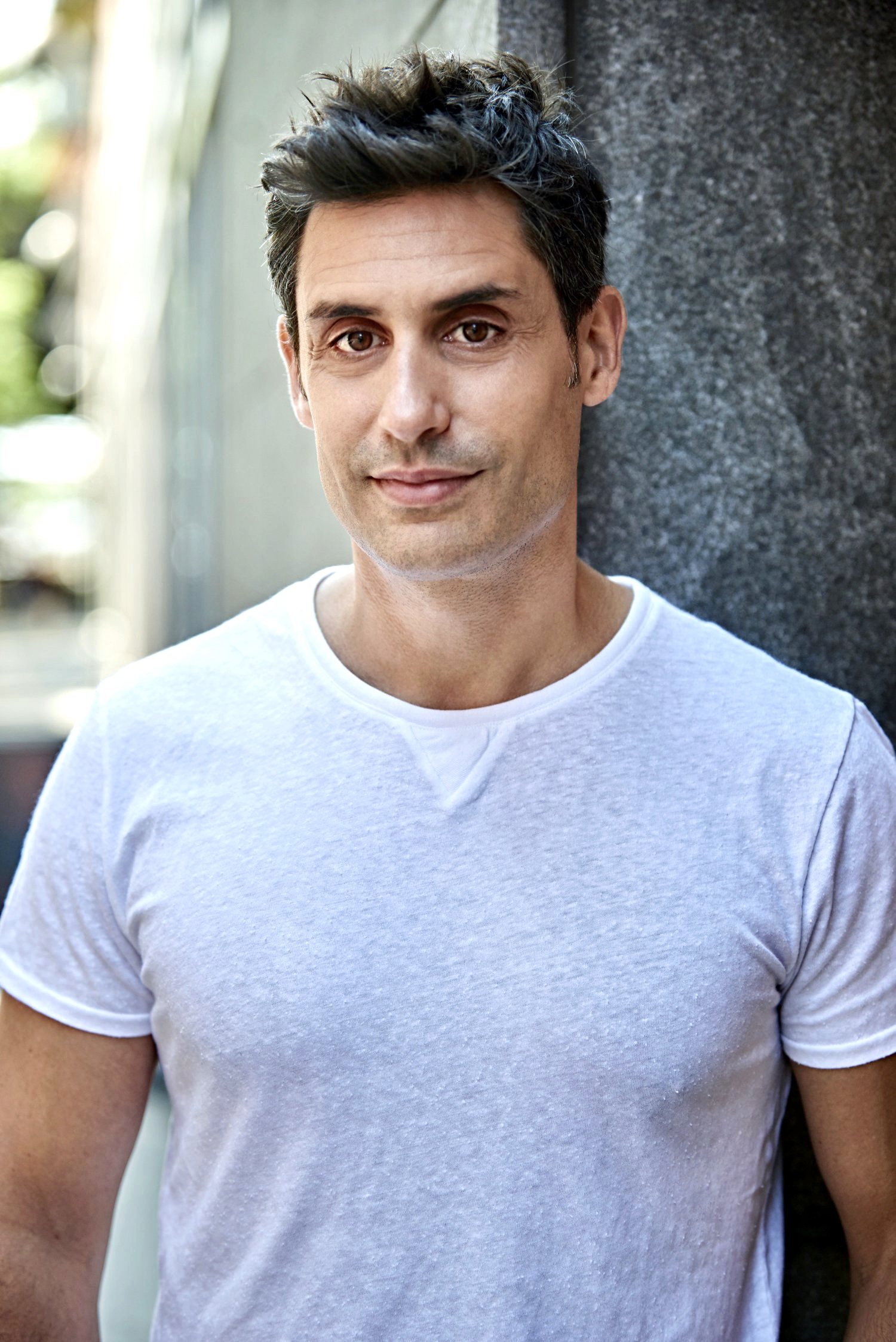
René Ifrah (* 1972)

- Ifraimov, Ishay (* 1997), israelischer Sprinter
- Ifraimu, Jinkan (* 1988), nigerianischer Badmintonspieler
- Ifrán, Diego (* 1987), uruguayischer Fußballspieler

### Ift
- Iftekhar (1920–1995), indischer Filmschauspieler des Hindi-Films
- Iftner, Thomas (* 1958), deutscher Virologe
- Iftodi, Constantin (1924–2000), rumänischer Politiker (PCR) und Botschafter

### Ifu
- Ifukube, Akira (1914–2006), japanischer Komponist und Professor